# Unione Sindacale Italiana Poliziotti
L'Unione Sindacale Italiana Poliziotti (USIP) è un sindacato italiano.
Nasce il 18 giugno del 2019 come risultante alla pregnante esigenza di un sindacato di polizia coerente ed aderente ai principi confederali dell'Unione Italiana del Lavoro, nel pieno rispetto del quadro normativo in materia di rappresentanza sindacale delle forze di polizia e delle forze armate, vi si colloca per attinenza all'interno del "Dipartimento Difesa e Sicurezza" insieme all'Unione Sindacale Italiana Carabinieri, all'Unione Sindacale Italiana Finanzieri ed all'Unione Sindacale Militari Interforze Associati.